# Dope Thief
Dope Thief är en amerikansk kriminaldramaserie som hade premiär den 14 mars 2025 på Apple TV+. Serien är skapad av Peter Craig och baserad Dennis Tafoyas roman från 2009 med samma namn. Serien beskrivs som en blandning mellan The Wire och Narcos.

## Handling
Serien utspelar sig i Philadelphia, där ett par kriminella utger sig för att vara narkotikapoliser där de hamnar i en av östkustens största narkotikaring.

## Rollista (i urval)
- Brian Tyree Henry – Ray
- Wagner Moura – Manny Cespedes
- Marin Ireland – Kristy Lynne
- Kate Mulgrew – Theresa Bowers
- Amir Arison – Mark Nader
- Ving Rhames – Bart
- Dustin Nguyen – Ho Dinh
- Nesta Cooper – Michelle
- Kaci Walfall – Marietta